# Pavé de Warlaing à Brillon
Der Sektor Pavé de Warlaing à Brillon ist ein 2400 Meter langer mit Kopfsteinen gepflasterter Weg, welcher bei Paris–Roubaix von Warlaing in Richtung Brillon befahren wird.

## Charakteristik
Der Sektor Pavé de Warlaing à Brillon ist mit der Schwierigkeitsstufe von 3 Sternen ausgezeichnet. Das Kopfsteinpflaster war vergleichsweise gut, jedoch scheint der Belag in den ersten Jahren bis zur Generalsanierung stark gewölbt gewesen zu sein. Mehrfach wurde der Sektor durch die Les Amis de Paris–Roubaix restauriert, 2008 wurde der komplette Sektor neu gepflastert und 2018 kleine Ausbesserungen vorgenommen. Es ist einer der wenigen Sektoren des Rennens, die wiederholt an Wohnhäusern vorbeiführen.

## Geschichte
Der Sektor wurde erstmalig 1983 befahren. Bei der 5. Etappe der Tour de France 2022 wurde der Sektor befahren. Er war einer von elf Sektoren, die absolviert werden mussten, und es war der viertletzte Kopfsteinpflastersektor vor dem Ziel in Arenberg.

## Bildergalerie

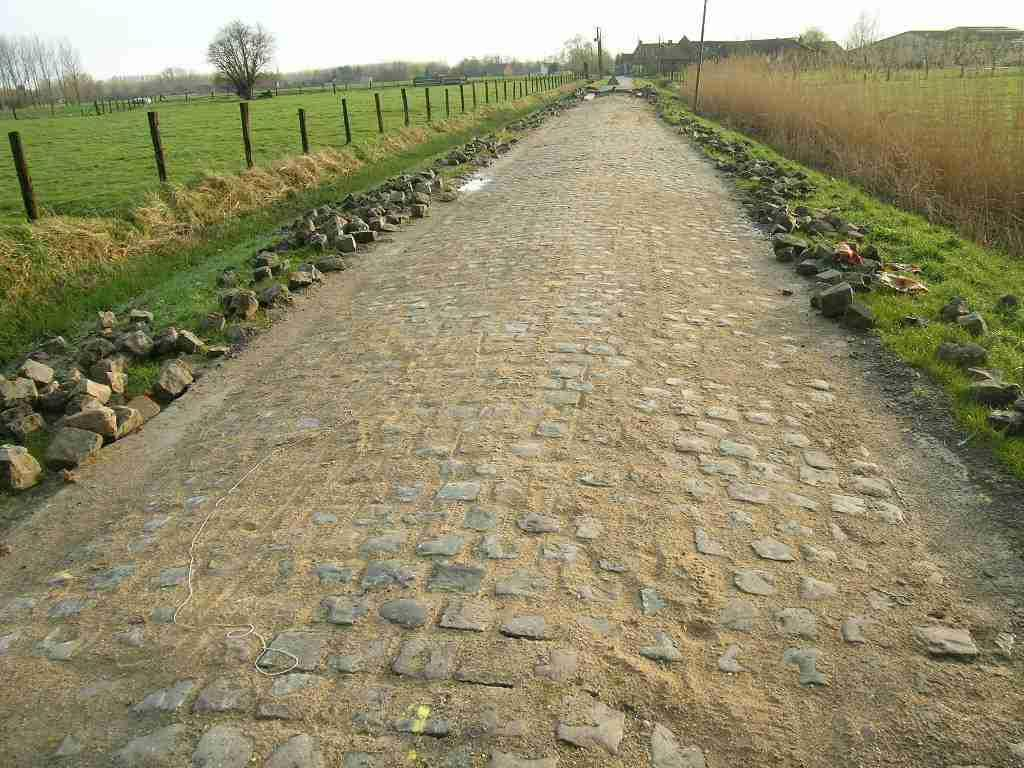
Sektor Pavé de Warlaing à Brillon
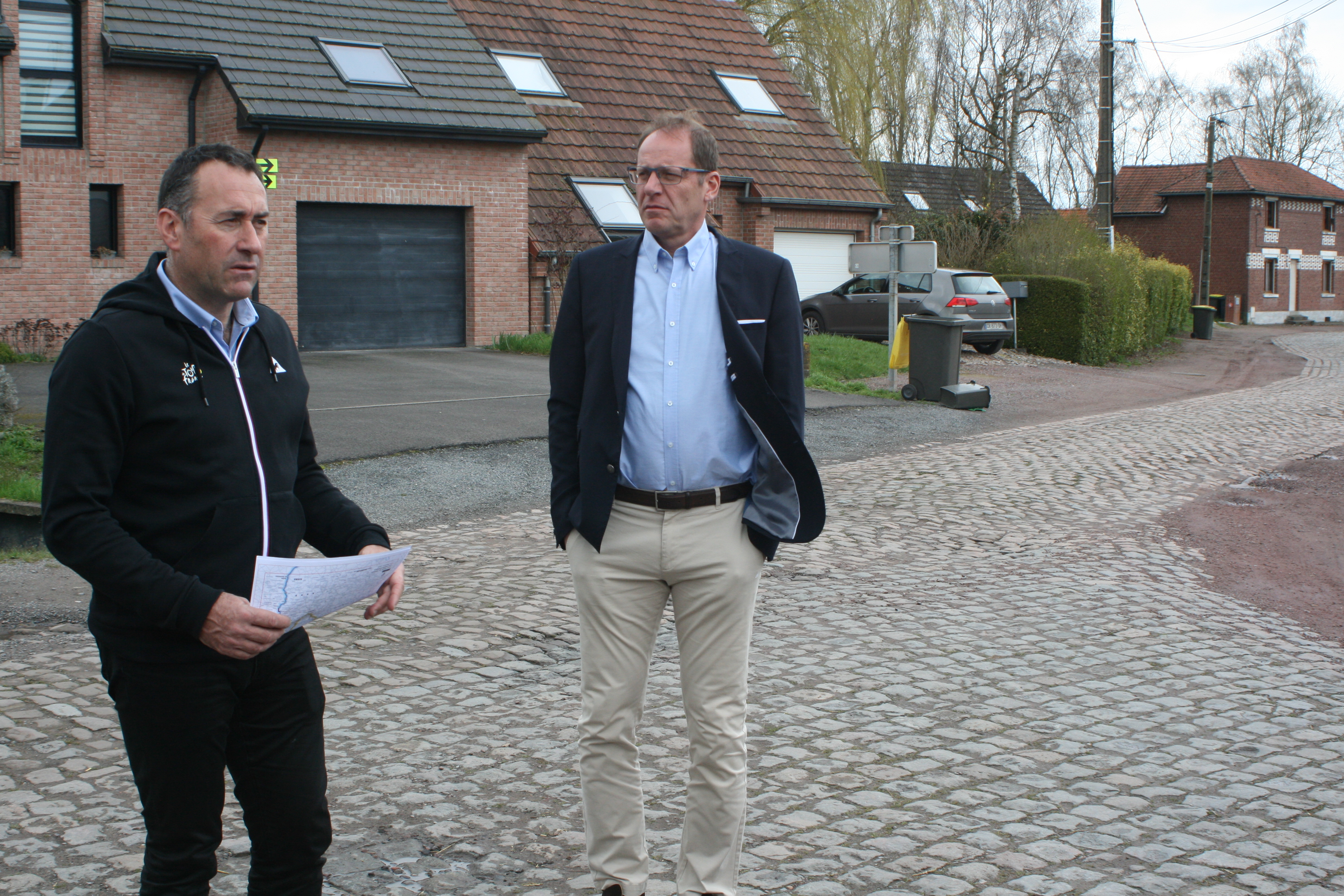
Thierry Gouvenou und Christian Prudhomme Erkundung der Strecke von Paris–Roubaix 2018 in Warlaing